# Монети Східного Туркестану (Чагатайський улус, Могулістан)
Монети Східного Туркестану за період перебування у складі Чагататайського улусу (з 1225 року) та з 1347 року у складі Могулістану, карбувалися в містах Кульджі, Кашгарі, Хотані та ін.

## Середньовічний Східний Туркестан
У 1219 році під час монгольського завоювання Чингісхан захопив Мавераннахр та державу Хорезмшахів. У 1225 році, незадовго до своєї смерті, він передав західні землі Центральної Азії своєму другому синові Чаґатаю, який заснував державу, відому під назвою Чагатайський улус. Навесні 1226 року ставкою Чагатайського улусу стає місто на заході від Алмалику — Кульджа (сучасна назва Інін (кит.: 伊宁市 (Yining)). Алмалик стає столицею Чагатайська улусу, а пізніше Могулістану.
У 1271 році, після грошової реформи Масуд-бека мідні дирхами, плаковані сріблом, вилучили з обігу і замінені на повноцінні срібні монети. У 1321 році, після грошової реформи Кепека, золоті динари замінилися на срібні. На початку чагадайського карбування 1 динар розмінювався на 6 дирхамів та 96 пулів (фулуси, або фельси).
Наприкінці 1280-х років у Алмалику володарювали водночас 2 хани із роду чаґатаїдів — Хайду та Дува. Дува володів територіями Кашгару, Пуладу, Хотану та рештою територій Чагатайського улусу, пізніше в Худжанді та Хорезмі правив Хайду.
Близько середини 1340-х років Чагатайський улус фактично розпався на ряд володінь. У східній частині улусу був утворений Могулістан до складу якого увійшов Східний Туркестан.

## Монетний двір у Алмалику
Розташування поселення Алмалику (кит.: 阿力麻里) в долині річки Ілі стало одним із найважливіших історичних центрів у Середній Азії. В долинах поміж східно-південних хребтів Таньшанських гір знаходилися родючі землі та пасовища.
Перші згадки про місто Алмалик належить монаху-даосу Цю Чанчуню від 1221 року. Цю Чанчунь повідомляє, що в 1221 році тут була столиця місцевого карлукського (тюрк. Qarluk) правителя під контролем монгольського намісника.
У XIII столітті Алмалик перетворився на політичний та культурно-економічний центр. Першим еміром Алмалику був Бузар (Озар), після його смерті владу успадкував син Сунак-Тегін. У 1347 році Алмалик став столицею Могулістану. Пізніше, пануюча династія Яркендського ханства виникла на територіях колишньої столиці чаґатаїдів. Нині залишки стародавнього поселення Алмалик, загальною площею 25 км² знаходяться на території Ілі-Казахської автономної області (КНР).

### Динари

Алмалик. Динар. 1258 (657 р.Г) рік. Вага 4,52 гр. Діаметр 24 мм

Золоті монети мали тверду вказану пробу — 583 (4⁄6 міскаля, тобто на одну монету мало йти 2⁄3 щирого золота та 1⁄3 лігатури) вагою 3,29 гр.
- 1) На золотих динарах Алмалику (перс. آلمالیق) на аверсі у полі подвійного лінійного кола позначалося місце карбування та ім'я багдадського халіфа Ахмада ан-Насіра, нижче збільшеним шрифтом карбувалася Шагада Ісламу: «Немає Бога крім Аллаха і Магомет — пророк його» (араб. أشهد أن لا إله إلا الله وأشهد أن محمدا رسول الله)‎. Над колом позначався рік датою-хронограмою — абджадом. Реверс подібний до аверса, але без Шагади. Період карбування — 1230—1290 роки.
- 2) В 20-40 роках XIV ст., після грошової реформи Кепека, в Алмалику почали карбуватися срібні динари вагою 7,62-8 гр. На аверсі динарів у крапковому та лінійному колах 12-пелюстковий картуш, в центрі в 4 рядки надпис, в останньому рядку посередині Ф-подібна тамга. Знизу віньєтка. На реверсі в лінійному та крапковому колах 6-пелюстковий картуш із загостреними кінцями, вгорі монети позначення монетного двору, з лівого боку дата абджадом, в центрі стилізована віньєтка — розділовий знак у вигляді «нанизаного» на горизонтальну риску гуртка в центрі та з двома пелюстками з країв. В центрі «вузол щастя». Існують різновиди з Шагадою в чотирикутнику[8][9].
- 3) У 1341 році, за часи Ясун-Тимура, динари карбуються без внутрішньої віньєтки. На аверсі у 6-дуговому картуші з загостреними кутами вгорі, праворуч та знизу позначення монетного двору, праворуч 3-отвірний «вузол щастя». В центрі 9-отвірний «вузол щастя». На реверсі в подвійному лінійному (середній крапковий) 12-дуговий картуш, в полі ім'я хана з позначенням титулу. Внизу 3-отвірний «вузол щастя» сплутаний з віньєтками. В центрі Ф-подібна тамга.
- 4) У 1343, 1344 (742, 743 рр.Г.) та 1345-1346 (746 р.Г.) роках карбуються срібні динари з іменем Казан-хана з Ф-подібною тамгою сполученою з Т-подібною (прописна літера) тамгою. У 1342 (741 р.Г.) році карбуються динари Халі-Султана.
- 5) У 1341-1343 карбуються динари, на яких позначено обидва імені ханів.
- 6) У 1345 (744 рік Гіджри) карбувалися анонімні динари. На аверсі в подвійному лінійному (середнє крапкове коло) картуш, у полі картушу легенда в 4 рядки: «Найвищий із роду Чингізидів, [нехай] буде більшою його справедливість». В центрі 2 рядка Ф-подібна тамга. На реверсі в подвійному лінійному (середнє крапкове коло) колах в перевернутому трикутнику вихідні дані, з боків надписи. Існують різновиди цього типу без зображення лінійного трикутника, з надписом в меншому колі та без крапкового кола на краях монети.
- 7) У 1347 (746 р.Г.) в Алмалику знову карбують монети лише з іменем Казан-хана та з Ф-подібною тамгою[10].

### Дирхами

Карбування в Алмалику. Дирхам. 1299 (698 р.Г.) рік. Вага — 1,6 гр.

До реформи Масуд-бека карбувалися мідні посріблені дирхами, з 1279 року срібні. Дирхами Алмалику почали карбуватися з 1228 року. Завершилося карбування у 1307 році. Відомі 4 типи дирхамів:
- 1) Дирхам. 1228, 1237–1239, 1242, 1243, 1245, 1246, 1248, 1250, 1253, 1254, 1257, 1258, 1261, 1262, 1265, 1266, 1270 (628, 637–639, 642, 643, 645, 646, 648, 650, 653, 654, 657, 658, 661, 662, 665, 666, 670 рр.Г.) роки. На аверсі в полі надпис в 2 рядки, що утворює чотирикутник, з 4 боків надписи. На реверсі в центрі 2-лінійного картушу та малому колі зазначався монетний двір. Навколо ім'я багдадського халіфа, в більшому колі Шагада. Вага – 1,87-2,29гр.
- 2) Недатований дирхам. У колі зображення картушу. Навколо ім'я багдадського халіфа, нижче збільшеним шрифтом карбувалася Шагада Ісламу. На реверсі у лінійному колі Г-подібна тамга. Навколо вихідні дані[11].
- 3) 1277. Подібна до 1 типу, але в малому колі над монетним двором Г-подібна тамга. Вага — 1,5-1,8 гр.
- 4) Подібна до 1 типу, але в малому колі над монетним двором Ф-подібна тамга. 1285, 1288, 1289, 1291—1294, 1301, 1307 (677, 685, 688, 689, 691—694, 701, 707 рр.Г.) роки.

### Пули (фельси, фулуси)

Карбування в Алмалик. Пул. 1267 (666 р.Г.) рік. Діаметр 28,5 мм, вага 4,21 гр.

Перші пули Алмалику карбувалися недовгий період — 1257—1260 роках за часів правління Мубарак-шаха (1251/2–1260). 
- 1) На аверсі мідних пулів у центрі поля карбувався надпис у 4 рядки. Реверс подібний до аверсу. Над надписом віньєтки. Вага — 4,02-4,26 гр.
- 2) Період 1270-1280 рр. Подібні до 1 типу, але на аверсі Г-подібна тамга[12].
- 3) За часів самостійного правління Дуви (1306–1307) карбування пулів поновилося. На аверсі в лінійному та крапковому колах карбувалася легенда в 3 рядки, в 2 рядку Ф-подібна тамга. На реверсі в подвійному лінійному (середній крапковий) вихідні дані[2].
- 4) В 1343 (742 р.Г.) році, в часи смути і розпаду Чагатайського улусу, відновлюється карбування мідних пулів Алмалику. На аверсі вгорі великий, нижче малий «вузли щастя», з боків надписи. На реверсі в подвійному лінійному (середній крапковий) колах вихідні дані[10].

## Монетний двір у Кульджі
З 1226 року Кульджа стає ставкою хана Чаґатая. В часи середньовіччя існували також назви міста Кульджа — Куяш та Улуг-уй (укр. Великий дім). З 1347 року опиняється у складі Могулістану з її столицями Алмалик, Турфан, Ташкент, Яркенд та Кашгар. Нині місто Кульджа розміщене на Кульджинській рівнині, на півночі річки Ілі та є адміністративним центром Ілі-Казахської автономної області (Сіньцзян-Уйгурський автономний район, КНР). На захід від міста знаходиться повіт Хочен, на півдні Чапчал-Сибоський автономний повіт.

### Динари

Карбування в Кульджі. Динар (7,6 гр.) Туглу-Тимур

Наприкінці правління Туглу-Тимура (1360—1363 роки) в Кульджі (уйг. غۇلجا) карбуються срібні динари вагою 7,6 гр. На аверсі у лінійному колі подвійний 6-дуговий картуш із загостреними краями, з боків віньєтки. В полі картушу зазначення монетного двору та рік. На реверсі в лінійному колі 6-дуговий подвійний картуш в полі якого легенда, з боків зірки.

### Дирхами

Карбування в Кульджі. Дирхам (2,21 гр.) Алгу

За часів правління хана Алгу (1260—1266) карбувался срібні дирхами з позначенням монетного двору Кульджа. На аверсі в лінійному колі ім'я багдадського халіфа уйгурською мовою в 2 рядки, вгорі та знизу дрібнішим шрифтом легенда: «Карбування в Кульджі». На реверсі в центрі ромбоподібий картуш із віньєтками на кутах, в полі надпис над ним кільце. З боків частина Шагади.

## Монетний двір у Пуладі
В своїх записах за 1253 рік у книзі «Звіт брата Вільгельма Рубрука про його поїздку на схід в роках 1253 до 1255» мандрівник Віллем Рубрук писав про місто: «...на відстані місяця шляху з Таласу [Тараз], є деяке місто Болат [Пулад], де вони [робітники] добувають золото та виготовляють зброю...». Історик М. Жарких в своїй статті «Віллем де Рубрук. Географія Євразії. Казахстан» спробував вирахувати місцезнаходження Пуладу в середньовічній Азії. В ті часи подорожуючий за місяць долав відстань у 900 км, тож розглядаючи подорож з Таразу Рубрука, припускається що поселення Пулад знаходилося в районі злиття річок Кунґес та Текес, які виходять на початок річки Ілі. В районі Аксу дійсно добувалося золото. Це родовище знаходилось в 125 км від початку річки Ілі, або за 775 км на схід від Тараза. Місто Кульджа знаходиться на півночі від родовища бл. 50-60 км. Тож Рубрук, коли заїджав до Кульджі, знаходився на відстані 2-3 днів шляху від родовища.

### Дирхами

Карбування в Пуладі. Дирхам (1,8 гр.), 1260-1300 (660-700 рр.Г.) рр.

В період у 1270—1300-х роках в Пуладі (араб. بولاد) карбувался срібні дирхами. На аверсі монет у лінійному колі надпис великими літерами у 2 рядки, що створює чотирикутник. З боків віньєтки. На реверсі в круглому картуші Г-подібна тамга, вгорі та знизу вихідні дані. По колу монети надпис.

### Пули

Карбування в Пуладі. Пул (3,09 гр.), 1260-1290 (660-690 рр.Г.) рр.

Мідні пули в Пуладі почали карбуватися бл. 1260—1280 рр. 
- 1) На аверсі у подвійному лінійному колі надпис великими літерами у 2 рядки, що створює чотирикутник. Вгорі та внизу віньєтки. За колом надпис. Реверс подібний до аверсу, тільки без віньєток.
- 2) Подібні до 1 типу, але з Г-подібною тамгою[2][18].

## Монетний двір у Кашгарі
Кашгар (уйг. قەشقەر) розташований на заході пустелі Такла-Макан у підніжжя гір Тянь-Шань. У середньовіччі місто було одним із найважливіших торгових пунктів на Великому шовковому шляху. З Кашгару йшли каравани на захід до Ферганської долини, на південь до Джамми та Кашміру та на північ до Урумчі та Турфану. В першій половині XIII ст. Кашгар увійшов до складу Чагадайського улусу. Наприкінці XIV ст. місто увійшло до складу держави Тимуридів. Нині місто в Сіньцзяні (КНР).

### Дирхами

Карбування в Кашгарі, дирхам, 1283 (681 р.Г.), Дува

Дирхами в Кашгарі (араб. كاشغر) карбувалися у 1283 та 1286 (681, 684 рр.Г.) роках. На аверсі в лінійному та крапковому колі надпис великими літерами уйгурською мовою у 2 рядки, що створює чотирикутник. Внизу більш дрібними літерами позначення монетного двору та дата аджадом. На реверсі в круглому картуші Г-подібна тамга. Вгорі та знизу позначення монетного двору. Навколо ім'я багдадського халіфа.

### Танга

Карбування у Кашгарі, танга (5,11 гр.) 1457 (854 р.Г.) рік, Есен-Буки II

За часів правління еміра Східного Туркестану та хана Могулістану Есен-Буки II (1429–1462), карбувалися срібні танги вагою 4,9—5,21 гр. На аверсі в лінійному колі розміщено чотирикутник, в полі якого надпис. З боків віньєтки. На реверсі в лінійному колі позначення монетного двору, знизу рік та Ф-подібна тамга, розміщена горизонтально.

### Данги

Карбування у Кашгарі, данг (3,48 г), Есен-Бука II (1429–1462)

В період правління Есен-Буки II у Східному Туркестані, карбувалися мідні данги вагою 3,2—4,8 гр. На аверсі монети в 4-дуговому подвійному картушу, розділеному на 5 частин, ім'я та титули еміра, на реверсі вихідні дані

### Пули

Карбування в Кашгарі, пул, 1277 (575 р.Г.), Буга-Тимур

Пули Кашгару карбувалися у середині 1270-х років XIII ст. На аверсі в 2 лінійних колах Г-подібна тамга, з боків віньєтки. Навколо ім'я багдадського халіфа. Реверс подібний до аверсу, лише в колах позначення монетного двору.

## Монетний двір в Хотані
Місто Хотан (кит.: 和闐) розміщене в провінції Сіньцзянь (КНР) на південному заході від міста Яркенду. Історія міста пов'язана з Великим шовковим шляхом, який звідси прямував або на південь, в Індію, або на захід, через ущелини Паміру. Веніціанський мандрівник Марко Поло на шляху до Ханбалику побував у середньовічному Хотані. В своїх згадках за 1265 рік він описує місто: «...Територія Хотану розташована на сході та на півночі та належить великому хану. Живуть тут мусульмани, і багато тут поселень. Народ спокійний, займається торгівлею та ремеслами. Найзнатніше місто і столиця всієї округи називається Хотаном, і країна зветься так само. Тут всього вдосталь: бавовна родить, у жителів є виноградники і скрізь багато садів...».

### Дирхами

Карбування в Хотані. Дирхам (1,65 гр.). 1265—1267 рр.

В 1265—1267 роках в Хотані (уйг. خوتەن) карбувалися мідні посріблені дирхами. На аверсі у подвійному 4-дуговому картушу ієрогліф (кит.: 寶 — укр. монета, гроші, скарбниця), праворуч від нього Г-подібна тамга. На реверсі в подвійному лінійному колі надпис.
Починаючи з VII ст. на китайських монетах карбувалися 4 ієрогліфа з кожного боку від чотирикутного отвору: «Перебуває в обігу монета від початку правління» (кит.: 開元通寶). Поява такого «секретного символу», як «Бао» на монетах Хотану спричинила обурення серед китайської знаті. Барак-хан змушений був звільнити відповідальну за карбування особу і покарати.